# Нец, Лука
Лу́ка Нец (нем. Luca Netz; родился 15 мая 2003, Берлин) — немецкий футболист,  левый защитник клуба «Боруссия» (Мёнхенгладбах).

## Клубная карьера
Уроженец Берлина, Лука начал играть в футбол в академии клуба «Бернау», а с 2010 года тренировался в футбольной академии «Герты». 2 января 2021 года дебютировал в основном составе «Герты», выйдя на замену Марвину Платтенхардту в матче немецкой Бундеслиги против «Шальке 04». В возрасте 17 лет и 232 дней он стал вторым в списке самых юных дебютантов «Герты» в чемпионате Германии после Леннарта Хартманна.

## Карьера в сборной
В  мае 2018 года провёл 2 матча за сборную Германии до 15 лет.
В сентябре 2018 года дебютировал за сборную Германии до 17 лет. В мае 2019 года сыграл на юношеском чемпионате Европы, который прошёл в Ирландии. Провёл на турнире 3 матча.